# Chenango River
Der Chenango River ist ein 145 km langer Fluss im US-Bundesstaat New York.
Er entspringt im Madison County 32 km südöstlich von Utica und mündet in Binghamton in den Susquehanna River.